# Laurel und Hardy: Hände hoch – oder nicht
Hände hoch – oder nicht ist eine US-amerikanische Langfilmkomödie von Hal Roach aus dem Jahr 1933. Der Film basiert auf der Oper Fra Diavolo aus dem Jahr 1830 mit Texten von Eugène Scribe und der Musik von Daniel-François-Esprit Auber. Die Hauptrollen spielte das Komikerduo Laurel und Hardy. Der Film ist im deutschsprachigen Raum auch unter den Titeln Die Sittenstrolche oder Fra Diavolo bekannt.

## Handlung
Norditalien zu Beginn des 19. Jahrhunderts: Zahlreiche Diebe treiben ihr Unwesen, der kühnste unter ihnen ist Fra Diavolo. Er stellt sich als eleganter „Marquis de San Marco“ der schönen, aber ebenso naiven Lady Pamela und ihrem wesentlich älteren, langweiligen Gatten Lord Rocburg vor. Sein Charme führt dazu, dass Pamela ihm bald ausplaudert, wo sie ihre Juwelen versteckt und dass ihr Gatte 500.000 Francs besitzt. Etwa zur selben Zeit werden Stanlio und Ollio (in den älteren Synchronisationen „Stanilo“ und „Olivero“) ihres gesamten, durch jahrelange Arbeit erwirtschafteten Vermögens beraubt. Sie beschließen daher, selbst Räuber zu werden. Nachdem sie einen angeblich armen Holzfäller (der aber tatsächlich recht viel Geld besitzt) aus Mitleid nicht haben ausrauben können, soll ihr zweites Opfer ausgerechnet Fra Diavolo sein. Die beiden Amateure werden dabei allerdings von dessen Männern gefangen genommen. Stanlio soll nun Ollio hängen, damit er am Leben bleibt. Diavolo erhält unterdessen die Nachricht, dass seine Männer einen Teil der Juwelen, nicht aber die 500.000 Franc stehlen konnten. Daraufhin will er in der alten Verkleidung als Marquis das Geld selbst stehlen.
Da die Gesichter der anderen Räuber den Wachen bekannt sind, nimmt er Stanlio und Ollio als Diener mit. In einem Gasthaus setzt er seine Avancen um Lady Pamela fort. Stanlio und Ollio arbeiten hingegen mit mehr oder weniger Absicht gegen ihn an: Um Belohnungsgeld zu kassieren, wollen sie Diavolo verhaften, nehmen dabei jedoch versehentlich Lord Rocburg fest und schlagen ihn. Später sollen sie Rocburg ein Schlafmittel verabreichen, damit Diavolo in der Nacht in Sicherheit nach den 500.000 Franc suchen kann, Stanlio trinkt das Schlafmittel jedoch aus (mit entsprechenden Folgen). Immerhin gelingt es Diavolo, Pamelas Kette zu stehlen. Er lenkt die Schuld zunächst auf den Offizier Lorenzo, der Diavolo nachjagt. Dieser habe für seine Geliebte die Kette gestohlen. Da jedoch ihr Vater Matteo, der Wirt des Gasthauses, knapp bei Kasse ist, soll Zerlina am morgigen Tage den reichen, aber langweiligen Bauern Francesco heiraten. Da Liebe das Motiv gewesen sei, so Diavolo, solle Lady Pamela gegenüber Lorenzo Gnade walten lassen – was diese auch tut.
Durch ein weiteres Gespräch mit Lady Pamela findet Diavolo heraus, dass das Geld im Petticoat versteckt ist. Er kann es entwenden, als sie sich umzieht. Währenddessen hat sich Stanlio jedoch im Weinkeller betrunken und verrät Lorenzo, dass der sogenannte Marquis de San Marco in Wahrheit Fra Diavolo ist. Lorenzo kann Diavolo nach kurzem Kampf (unter unabsichtlicher Mithilfe Stanlios und Ollios) besiegen und ihm das Geld sowie den Schmuck abnehmen. Da er Geld für die Ergreifung von Diavolo erhält, darf er endlich Zerlina heiraten und das Gasthaus seines zukünftigen Schwiegervaters finanziell retten. Fra Diavolo und seine beiden Diener Stanlio und Ollio sollen erschossen werden, doch Stanlio will sich als letzten Wunsch vor der Hinrichtung mit einem roten Tuch die Nase putzen, woraufhin (zum zweiten Mal in dem Film) ein Stier ausbricht. Diavolo flüchtet in dem Getümmel mit einem Pferd, Stanlio und Ollio auf dem Stier.

## Hintergründe
Der Film basiert auf der Oper Fra Diavolo aus dem Jahr 1830 mit Texten von Eugène Scribe und der Musik von Daniel-François-Esprit Auber, die auch im Film verwendet wird. Produzent und Regisseur Hal Roach hatte die Oper als Kind gesehen und wollte sie unbedingt verfilmen. Dennis King singt als Fra Diavolo mehrere Lieder aus der Oper, die aus der originalen Tenor-Lage für Kings Bariton nach unten transponiert wurden. Die Charaktere von Stan Laurel und Oliver Hardy beruhen auf Diavolos Komplizen im Stück, Giacomo und Beppo. Diese sind auch in dem Stück etwas trottelig, so kommt die Weinszene tatsächlich vor. Allerdings wurden die Rollen deutlich ausgeweitet, um den Komikern mehr Raum zu schaffen. Zudem endet die Oper für Diavolo und seine Diener tragisch, hier gibt es ein Happy End.
The Devil’s Brother wurde in den Hal-Roach-Studios in Culver City gedreht. Der Film kam am 5. Mai 1933 in die amerikanischen Kinos, in die deutschen erst im September des Jahres. 1952 kam er erneut in die deutschen Kinos. Mit einer Laufzeit von 90 Minuten ist es der zweitlängste Film des Komikerduos, angeblich soll die ursprüngliche Fassung sogar 117 Minuten gehabt haben.
Aus dem Film entwickelte sich das beliebte Geschicklichkeitsspiel Knie, Ohr, Nase, welches allein ohne jegliche Hilfsmittel durchgeführt werden kann. Obwohl beim Zusehen der Handlungsablauf sehr einfach erscheint, ist die Durchführung für eine ungeübte Person fast unmöglich. Erst einiges Üben ermöglicht einen fehlerfreien Versuch. Dies wird auch im genannten Film deutlich, als Stan Laurel seinen Filmpartner Oliver Hardy sowie den Wirt Matteo damit zur Verzweiflung bringt (wie auch mit der zweiten Geschicklichkeitsübung, dem Fingerwinken).

## Synchronisation
- Die erste Fassung mit dem Titel Hände hoch – oder nicht entstand 1957 bei der MGM Synchronabteilung in Berlin. Für Dialogbuch und Dialogregie war Hermann Gressieker verantwortlich. Walter Bluhm sprach Stanilo und Arno Paulsen Olivero. Die unvollständig erhaltene Fassung wurde innerhalb der Serie „Dick und Doof“ zu drei Folgen verarbeitet und ist auf DVD erhältlich.[1]
- Die zweite Fassung entstand 1968 bei der Berliner Synchron und trug den Titel Die Sittenstrolche. Franz-Otto Krüger schrieb die Texte und führte Dialogregie. Walter Bluhm sprach erneut Stanilo und Gerd Duwner übernahm Olivero. Diese Fassung ist auf DVD erhältlich.[1]
- Die dritte Fassung entstand 1975 bei der Synchronfirma Beta-Technik in München unter dem Titel Fra Diavolo. Für die Dialogregie zeichnete Wolfgang Schick verantwortlich, das Dialogbuch von Hermann Gressieker wurde wieder verwendet. Die italienisierten Namen der beiden Hauptdarsteller wurden dafür geändert. Stanilo hieß nun Stanlio und wurde abermals von Walter Bluhm gesprochen, Olivero wurde zu Ollio und von Michael Habeck gesprochen. Diese Fassung erschien auf VHS und DVD.[1]
- Die vierte Fassung entstand 1987 im DEFA Studio für Synchronisation unter dem Titel Die Teufelsbrüder. Gert Kießling sprach Stanlio und Hans-Joachim Leschnitz Ollio.[1]

| Rolle                                            | Darsteller      | MGM-Fassung von 1957  | BSG-Fassung von 1968 | Beta-Fassung von 1975 | DEFA-Fassung von 1987  |
| ------------------------------------------------ | --------------- | --------------------- | -------------------- | --------------------- | ---------------------- |
| Stanilo (Stanlio in der Beta-Fassung)            | Stan Laurel     | Walter Bluhm          | Walter Bluhm         | Walter Bluhm          | Gert Kießling          |
| Olivero (Ollio in der Beta-Fassung)              | Oliver Hardy    | Arno Paulsen          | Gerd Duwner          | Michael Habeck        | Hans-Joachim Leschnitz |
| Fra Diavolo                                      | Dennis King     | Axel Monjé            | Sebastian Fischer    | Gert Günther Hoffmann | Otto Mellies           |
| Lady Pamela                                      | Thelma Todd     | Ingeborg Wellmann     | Brigitte Grothum     | Rose-Marie Kirstein   | Karin Ugowski          |
| Lord Rocburg (Lord Cockburn in der Beta-Fassung) | James Finlayson | Siegfried Schürenberg | Franz-Otto Krüger    | Leo Bardischewski     | Joachim Konrad         |
| Zerlina                                          | Lucile Browne   |                       | Renate Danz          | Heidi Treutler        | Blanche Kommerell      |
| Matteo, Wirt                                     | Henry Armetta   | Alfred Balthoff       |                      | Horst Sachtleben      | Helmut Müller-Lankow   |
| Capitano Lorenzo                                 | Arthur Pierson  |                       | Randolf Kronberg     | Klaus Kindler         |                        |
| Alter Holzhacker                                 | James C. Morton | Erich Kestin          |                      | Harry Kalenberg       |                        |
| Francesco                                        | Matt McHugh     | Peter Schiff          | Rolf Schult          | Fred Klaus            |                        |

## Kritiken
„Eingebunden in Handlungsmotive der Oper ‚Fra Diavolo‘ von Auber und angereichert mit einigen Musikeinlagen in kulissenhaft-klischeehafter Inszenierung, bietet sich für die beiden Komiker reichlich Gelegenheit für ihre Grotesk-Späße. Unwiderstehlich bis zur Albernheit das Kinderspiel ‚Kniechen, Näschen, Öhrchen‘ und als Paradestück des Films die ansteckende Lachorgie im Weinkeller.“

„Die Komiker Stan Laurel und Oliver Hardy als tolpatschige Räuber und Diener in einem Film nach der französischen Oper ‚Fra Diavolo‘ von Auber. Naive Späße, über die jung und alt lachen kann.“